# Carlo Ventimiglia Moncada
Carlo Ventimiglia Moncada, conte di Naso (Palermo, 1539 – Messina, 1583), è stato un nobile, politico e militare italiano, al servizio del Regno di Sicilia.

## Biografia
Figlio terzogenito di Giovanni, VI marchese di Geraci, e della di lui consorte la spagnola Isabel de Moncada y La Grua dei conti di Aitona. La madre, morta giovanissima nel 1542, gli lasciò una rendita annua di 100 onze d'oro, poi il fratello maggiore Simone, VII marchese di Geraci dal 1548, gliene concesse un'altra di 500 onze su capitale di 7000 onze al 7%, più altra rendita di 200 once per l'addobbamento cavalleresco.
Nel 1561 sposò Giovanna Ventimiglia Requesenz, figlia di Federico, VI barone di Regiovanni, che gli portò in dote maritali nomine, oltre la baronia di Regiovanni, anche quella di Bordonaro. La baronia di Regiovanni venne successivamente permutata dal Ventimiglia con il castello di Capo d'Orlando e la terra di Naso, e su quest'ultima ottenne il titolo di conte con privilegio datogli il 20 maggio 1581 dal re Filippo II di Spagna, esecutoriato il 1º giugno 1582.
Prese parte alla Battaglia di San Quintino del 1557 tra Spagnoli e Francesi, vinta dai primi, e in seguito si recò a Bruxelles per rappresentare i propri interessi alla corte dell'imperatore Carlo V e poi di re Filippo II, partecipando ai solenni funerali dell'imperatore. Fu capitano d'armi a Cefalù nel 1559, nel Val Demone nel 1562, e a Catania nel 1568. Gentiluomo di camera del Re nel 1570, occupò le cariche di pretore di Palermo (1568-1570), di Stratigoto di Messina (1574-1576), e per due volte di deputato del Regno di Sicilia (1579; 1582).
Nel 1560, assieme al fratello Simone, i banchieri genovesi Ferreri e un commerciante di Castelbuono, costituì una società per la vendita di legna e carbone, provenienti dai feudi di Ogliastro, Parrinello e Palminteri. Dopo la morte del fratello il Marchese di Geraci, il Ventimiglia assunse l'incarico di tutore dei figli del defunto, Giovanni e Giulia, compiendo numerose transazioni con i banchieri genovesi Ferreri e Riario, che ottennero l'affitto decennale delle secrezie di Castelbuono, Pollina e San Mauro. Divenuto amministratore del patrimonio feudale lasciato dal Marchese Simone, a partire dallo Stato di Geraci, peraltro oggetto di ipoteche,  dovette affittare o vendere alcuni beni: nel 1562 vendette la produzione zuccheriera di Pollina al mercante genovese Marco de Furnaris.
Defunto Carlo nel 1583, il nipote Giovanni Ventimiglia, VIII marchese di Geraci, fu nominato curatore del figlio secondogenito Giuseppe, e tutore degli altri nove figli.
Il primogenito Francesco, erede della contea, morì in un incidente a Palermo nel 1590, dopo aver combattuto nei Paesi Bassi per due anni come capitano del Tercio Lombardo.